# Xebec
Xebec (jap. 株式会社ジーベック Kabushiki-gaisha Jībekku) – japońskie przedsiębiorstwo specjalizujące się w produkcji anime. Zostało założone w 1995 roku jako oddział Production I.G i istniało do 2019 roku. Tworzyło animacje głównie do seriali telewizyjnych takich jak Love Hina, Król szamanów, To Love-Ru czy Martian Successor Nadesico.
W 2018 roku właściciel Xebec, IG Port, zdecydował o przeniesieniu działalności produkcyjnej studia do firmy Sunrise. Ta 1 marca 2019 roku powołała w jego miejsce studio Sunrise Beyond, a przeniesienie zostało sfinalizowane miesiąc później. Xebec formalnie przestało istnieć 1 czerwca 2019 roku po przejęciu jego pozostałej części (w tym autorskich praw majątkowych) przez IG Port.

## Produkcje

### Seriale anime[4]
- Sorcerer Hunters (1995–1996)
- Martian Successor Nadesico (1996–1997)
- Bakusō Kyōdai Let's & Go!! (1996–1998)
- Super Yo-Yo (1998–1999)
- Steam Detectives (1998–1999)
- Shogun Recuts (1998–2000)
- Burst Ball Barrage!! Super B-Daman (1999)
- Dai-Guard (1999–2000)
- Zoids: Chaotic Century (1999–2000)
- Love Hina (2000)
- Pilot Candidate (2000)
- Tales of Eternia: The Animation (2001)
- Król szamanów (2001–2002)
- Ground Defense Force! Mao-chan (2002)
- Rockman.exe (2002–2006)
- Bottle Fairy (2003)
- D.N.Angel (2003)
- Stellvia (2003)
- Fafner in the Azure (2004)
- D.I.C.E. (2005)
- Erementar Gerad (2005)
- Magister Negi Magi (2005)
- Saru Get You -On Air- (2006)
- The Third (2006)
- Busō Renkin (2006–2007)
- Shooting Star Rockman (2006–2008)
- Heroic Age (2007)
- Over Drive (2007)
- Hitohira (2007)
- Zombie Loan (2007)
- Kanokon (2008)
- Mnemosyne no Musume-tachi (2008)
- To Love-Ru (2008)
- Pandora Hearts (2009)
- Ladies versus Butlers! (2010)
- MM! (2010)
- Motto To Love-Ru (2010)
- Rio: Rainbow Gate! (2011)
- Hen Semi (2011)
- Softenni (2011)
- Lagrange: The Flower of Rin-ne (2012)
- Space Battleship Yamato 2199 (2012–2013; wspólnie ze studiem AIC, odcinki 1–10)
- Nyaruko: Crawling With Love (2012)
- Upotte!! (2012)
- To Love-Ru Darkness (2012)
- Haiyore! Nyaruko-san W (2013)
- Maken-ki! Tsū (2014)
- Shirogane no Ishi Argevollen (2014)
- Tokyo ESP (2014)
- Fafner in the Azure: -EXODUS- (2015; oddział Xebeczwei)
- Triage X (2015)
- To Love-Ru Darkness 2nd (2015)
- Keijo!!!!!!!! (2016)
- BanG Dream! (2017)
- Clockwork Planet (2017)
- Full Metal Panic! IV (2018)

### OVA
- Gekigangar III
- Mnemosyne no Musume-tachi
- Sorcerer Hunters
- Love Hina Again
- To Love-Ru
- Haiyore! Nyaruko-san F
- Black Clover

### Filmy
- Broken Blade
- Martian Successor Nadesico: The prince of Darkness
- Let's & Go

### Gry
- Martian Successor Nadesico
- Macross VFX
- Mega Man 8
- Mega Man X4
- Mega Man Maverick Hunter X
- Sorcerer Hunters
- killer7
- Shaman King: Spirit of Shamans

## Oddziały
Studio XEBEC posiadało mały oddział zwany XEBEC M2, którego głównym zadaniem była pomoc innym studiom w animacji, ale później produkujący całe seriale (np. Zombie Loan i Hitohira). XEBEC M2 asystowało studiom J.C.Staff (w jego adaptacji mang Karin i Nabari no Ō) oraz SHAFT.